# Acesta excavata
Acesta excavata ist eine Muschel-Art aus der Familie der Feilenmuscheln (Limidae). Sie ist ein fakultativer Bestandteil der Lophelia pertusa-Gemeinschaft; die Steinkoralle Lophelia pertusa bildet im nördlichen Atlantik zusammen mit einer typischen Faunenvergesellschaftung Kaltwasserriffe in Tiefen von etwa 60 bis 2100 m Wassertiefe.

## Merkmale
Das ungleichseitige, aber gleichklappige, mäßig dicke Gehäuse ist im Umriss eiförmig und höher als breit (weit). Es erreicht eine maximale Höhe von 20 Zentimetern und ist leicht nach vorne verlängert. Der vordere Rand verläuft vom Wirbel schräg zum Ventralrand. Es ist kein vorderes Ohr ausgebildet. Der Vorderrand ist zunächst leicht konkav gewölbt, im weiteren Verlauf zum Ventralrand mäßig konvex gewölbt. Dagegen ist am Hinterrand ein deutliches Ohr ausgebildet, das jedoch nur wenig deutlich vom Gehäusekörper abgesetzt ist. Der Hinterrand verläuft zum Ventralrand hin zunächst gerade und geht dann mit schwacher Krümmung in den Ventralrand über. Der Dorsalrand ist gerade und breit. Die Lunula ist eingesenkt. Die Einbuchtung für den Byssus ist kaum sichtbar. Der innere Rand des Gehäuses ist bei juvenilen Gehäusen noch schwach gekerbt, diese Kerbung verschwindet mit zunehmendem Alter. Das Ligament ist ein großer, dreieckiger, etwas schräg verlaufender Resilifer in der Mitte der Schlossplatte. Das Schloss auf beiden Seiten des Resilifer ist zahnlos.
Die weißliche Schale ist dünn, aber ziemlich fest. Sie besteht aus zwei mit dem bloßen Auge sichtbaren, mineralischen Lagen, bestehenden aus einer inneren aragonitischen Lage und einer äußeren kalzitischen Lage. Auch die Schlossplatte besteht aus Aragonit. Im Bereich des Wirbels fehlt die kalzitische Lage sehr oft. Der kurze Bereich zwischen dem Gehäuserand und der Mantellinie besteht ausschließlich aus Kalzit.
Die feine und schwache Ornamentierung besteht aus bis zu 100 feinen, radialen und dicht stehenden Linien, die vom Wirbel ausgehen und bis zum Gehäuserand verfolgt werden können. Im mittleren Gehäuseabschnitt (zwischen Wirbel und Gehäuserand) sind die Rippen oft nur schwach entwickelt. Das Periostracum ist sehr dünn hellstrohfarben bis braun und oft bereits im mittleren Teil des Gehäusekörpers abgerieben.
Die Ansatzstelle des hinteren Schließmuskels und des Fußrückziehmuskels befinden sich nahe beieinander im hinteren Teil der beiden Klappeninnenseiten. Die Mantellinie ist ganzrandig ohne Einbuchtung und verläuft nahe dem Gehäuserand.

## Geographische Verbreitung, Lebensraum und Lebensweise
Das Verbreitungsgebiet von Acesta excavata erstreckt sich von Nordnorwegen bis nach Westafrika (Senegal). Sie kommt auch bei den Kanarischen Inseln, den Azoren und an wenigen Stellen im Mittelmeer vor. Sie hatte während des Pleistozäns eine noch größere Verbreitung im Mittelmeer und besiedelte dort weite Bereiche. Im westlichen Nordatlantik ist bisher nur ein einziges Vorkommen vor Neufundland (Kanada) bekannt.
Gehäuse wurden dort in Wassertiefen von 33 bis 3.200 Meter Wassertiefe gefunden. Lebende Exemplare wurde bisher aber nur bis zu einer Tiefe von etwa 500 Meter nachgewiesen. Die Gehäuse können nach dem Tod des Tieres durch Strömungen auch in tiefere Bereiche verfrachtet werden.
Am Kontinentalrand des nordöstlichen Atlantiks ist Acesta excavata oft mit der Lophelia pertusa-Gemeinschaft vergesellschaftet. Die Steinkoralle Lophelia pertusa bildet zusammen mit einer typischen Faunenvergesellschaftung sogenannte Kaltwasserriffe in Tiefen von 60 bis 2100 m Wassertiefe auf Hartböden. Acesta excavata lebt aber auch außerhalb dieser Riffe mit Byssusfäden angeheftet an steilen Kliffs. Auch fehlt Acesta excavata z. B. in den Lophelia pertusa-Gemeinschaften am Kontinentalhang vor Irland, d. h. sie kein obligatorisches Glied dieser Gemeinschaft. Bisher wurden nur größere Exemplare von Acesta excavata offen an Kliffs gefunden. Kleinere und damit jüngere Exemplare leben wahrscheinlich versteckt in Felsspalten. Das Alter lässt sich mit Hilfe jährlicher Wachstumszuwächse in der Schale bestimmen. Nach etwa 18 bis 22 Jahren haben sie eine Größe von zehn Zentimeter erreicht. Insgesamt wird Acesta excavata etwa 50 bis 80 Jahre alt. Die Klappen von Acesta excavata weisen zwei Wachstumsmodi auf, d. h. ein allometrisches Wachstum. Die erste Wachstumsphase ist charakterisiert durch flache Klappen und eine sehr schräge Ligamentgrube. In der zweiten Phase erfolgt ein rasches Dickenwachstum, d. h. das Gehäuse wird mehr aufgebläht (dicker) im Verhältnis zur Höhe. Die Ligamentgrube wächst nun sehr viel weniger schräg weiter.

## Parasitismus
Die Gehäuse von Acesta excavata werden häufig von der parasitischen Foraminifere Hyrrokkin sarcophaga Cedhagen, 1994 befallen. Frühstadien der Foraminifere produzieren 0,5 bis 1 mm tiefe Gruben in der Schale, die meist nur in die obere kalzitische Schicht hineinreichen. Ältere Stadien dringen durch die Schale hindurch bis zum Mantel der Muschel, die durch die Bildung eines aragonischen Kallus reagiert, durch den das Loch wieder verschlossen wird. In manchen Gehäusen wurden bis zu 40 derartige, von diesem Parasiten produzierte Löcher und deren Verschluss durch die befallene Muschel beobachtet.

## Taxonomie
Das Taxon wurde von Johann Christian Fabricius als Ostrea excavata erstmals beschrieben. Es ist die Typusart der Gattung Acesta Adams & Adams, 1858. Das World Register of Marine Species verzeichnet zwei Synonyme, Lima solida Calcara, 1845 und Acesta excavata sublaevis Nordsieck, 1969.

## Belege

### Online
- Marine Bivalve Shells of the British Isles: Acesta excavata (Fabricius, 1779) (Website des National Museum Wales, Department of Natural Sciences, Cardiff)